# Нова Баварія (броварня)
49°57′22″ пн. ш. 36°9′43″ сх. д. / 49.95611° пн. ш. 36.16194° сх. д.
Пивзаво́д «Нова Баварія» — підприємство харчової промисловості України, зайняте у галузі виробництва та реалізації пива. Розташоване у місті Харкові, у однойменній місцевості.

## Історія

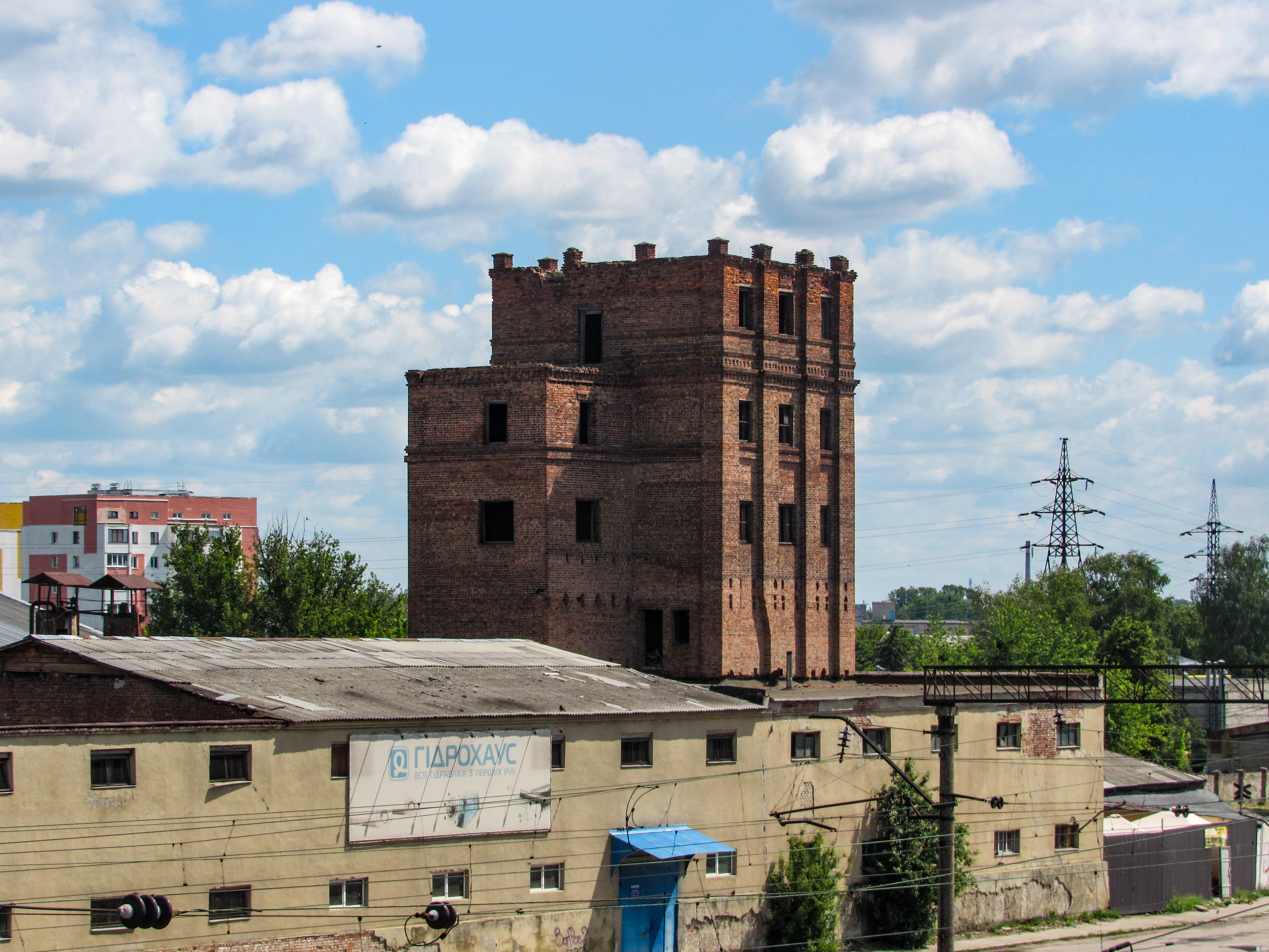
Одна зі старих будівель заводу

Історія броварні «Нова Баварія» налічує понад 130 років.

### У часиРосійської імперії
Весну 1872 року заведено вважати часом заснування «Григорівського медопивовареного заводу», який майже відразу стає найбільшим підприємством з виробництва пива в губернії і одним з найбільших в імперії. Саме тоді німецький підприємець, уродженець землі Баварія, Франц Гершгеймер вибрав місце для будівництва — село Григорівка Харківського повіту. Згодом розташована в цьому районі станція Південної залізниці стала називатися «Нова Баварія», а потім і вся місцевість.
Місце для будівництва заводу було вибрано завдяки наявності родовища однією з найбільш м'яких, збалансованих по мінеральному складу вод Східної України. Франц Гершгеймер знав, що особливу цінність для виробництва якісного і смачного пива має вода. Сімнадцять років німецький підприємець шукав таку воду і зупинив свій вибір на родовищі мінеральної води в селі Григорівка.
На заводі впровадили німецьку технологію виробництва пива, були залучені найкращі фахівці-пивовари з Баварії. Завод виробляв продукт настільки високої якості, що сорти пива які з'явилися раніше — «Петербурзьке» і рос. «Полубаварское», були абсолютно витіснені новим конкурентом.
Завдяки своїм унікальним якісним і смаковими характеристиками пиво, вироблене на «Новій Баварії», швидко поширилося по всій Східній Україні аж до Таганрога.
1909 — АТ «Нова Баварія» зварив пива на 583164 рублів при 90-х працівниках.

### За Радянського Союзу
1920-ті — завод входить у Держпивтрест «Українська Нова Баварія» як «Пивзавод № 3»
1945 — після війни «Харківський пивзавод № 1 „Нова Баварія“» залишався одним з найбільших виробників пива в СРСР.
1971 — завод міг випускати 4 млн. Дал. пива на рік. В Україні велику потужність на той момент мали лише Львівський і Донецький пивзаводи. Випускали пиво традиційних радянських сортів Жигулівське, Ячмінний колос, Слов'янське та ін.
1983 — зварено 4,112 млн. Дал пива

### За незалежної України
1999 — у 90-х роках завод був не в змозі конкурувати з новими, побудованими в 70-80 рр. заводами-десятимільйонниками й закривається на реконструкцію.
2001 — знову розпочато випуск пива. За цей час запустили в дію нове обладнання, нові чеські технології. На ринок один за одним виходять нові сорти пива Нова Баварія № 11, № 13, № 15 та № 17, з'явилося пиво в ПЕТ-тарі. Завод має потужність 1,5 млн. Дал пива на рік.
2007 — завод знову зупинив виробництво пива через нерентабельність.
2011 — відмічено пиво в кегах, проте на заводі заперечують свою причетність до цієї продукції. Але не заперечують, що виробництво пива може бути відновлено вже в цьому році.
Червень 2014 року — пиво нарешті з'явилося в крамницях Харкова. Поки вариться один сорт пива Нова Баварія № 11, розлив здійснюється тільки в кеги.

## Різномаїття продукції

### Алкогольна продукція
| Назва пива                     | Етикетка | Опис пива |
| ------------------------------ | -------- | --- |
| «Нова Баварія № 11»            | Приклад  | світле легке пиво. Вміст алкоголю — 4,0 % об. Масова частка сухих речовин -11,0 %. Випускається в тарі: скло — 0,5 л, ПЕТ-пляшка -1,0л і 1,5л. Термін придатності: в склотарі — 180 днів, в ПЕТ-пляшці — 90 днів. |
| «Нова Баварія № 12 „Дюжина“»   | Приклад  | Класичне, дуже світле пиво європейського типу. Легке, добре насичене і глибоко виброджене, воно характеризується м'яким смаком і помірною хмелевою гіркотою. Виготовляється зі світлого солоду з додаванням рису і цукру. Вміст алкоголю — 4,5 % об. Масова частка сухих речовин -12,0 %. Випускається в тарі: скло — 0,5 л, ПЕТ-пляшка -1,0л і 1,5л. Термін придатності: в скляній пляшці — 180 днів, в ПЕТ-пляшці — 90 днів.                                                                  |
| «Нова Бава № 13»               | Приклад  | Найбільш поширений і затребуваний сорт. Добре освіжає і тонізує. У цього пива чистий солодовий смак, яскраво виражена хмельова гіркота і хмільний аромат. Виготовляється за традиційною європейською технологією, згідно з якою до складу пива входять тільки світлий солод, вода і хміль. Вміст алкоголю — 5,0 % об. Масова частка сухих речовин -13,0 %. Випускається в тарі: скло — 0,5 л, ПЕТ-пляшка -1,0л і 1,5л. Термін придатності: в скляній пляшці — 180 днів, в ПЕТ-пляшці — 90 днів. |
| «Нова Баварія № 14»            | Приклад  | Темне, м'яке пиво. Характеризується вираженим ароматом і присмаком карамельного солоду. Шарм йому додає ледь помітний винний присмак з легкою солодкістю в поєднанні з хмелевою гіркотою. Виготовляється з світлого і темного солоду з додаванням карамельного. Вміст алкоголю — 5,5 % об. Масова частка сухих речовин -14,0 %. Випускається в тарі: скло — 0,5 л, ПЕТ-пляшка -1,0л і 1,5л. Термін придатності: в скляній пляшці — 180 днів, в ПЕТ-пляшці — 90 днів.                            |
| «Нова Баварія № 15»            | Приклад  | Напівтемне, так зване, червоне пиво. У нього своєрідний теплий колір, м'який смак і помірна хмельова гіркота з характерним присмаком карамельного солоду. Виготовляється зі світлого ячмінного солоду з додаванням карамельного на основі води з артезіанських свердловин. Вміст алкоголю — 5,0 % об. Масова частка сухих речовин -13,0 %. Випускається в тарі: скло — 0,5 л, ПЕТ-пляшка -1,0л і 1,5л. Термін придатності: в скляній пляшці — 180 днів, в ПЕТ-пляшці — 90 днів.                 |
| «Нова Баварія № 17»            | Приклад  | Витримане світле пиво зі світлого ячмінного солоду. Для нього характерні солодкуватий присмак і хмельова гіркота. В результаті тривалої витримки це пиво має підвищений вміст алкоголю. Вміст алкоголю — 6,2 % об. Масова частка сухих речовин -17,0 %. Випускається в тарі: скло — 0,5 л, ПЕТ-пляшка -1,0л і 1,5л. Термін придатності: в скляній пляшці — 180 днів, в ПЕТ-пляшці — 90 днів. |
| «Нова Баварія „Старий Харків“» | Приклад  | Сорт пива, розроблений до 350-річчя м. Харкова. Це напівтемне (червоне) добре зброджене пиво. Характеризується м'яким смаком і легким присмаком карамельного солоду та хмільною гіркотою. Виготовляється з світлого, темного і карамельного солоду, з додаванням цукру на основі води з артезіанських свердловин. Вміст алкоголю — 4,7 % об. Масова частка сухих речовин -12,5 %. Випускається в тарі: скло — 0,5 л. Термін придатності — 180 днів.                                             |
| «Estrella del Oriente»         | Приклад  | Це світлий сорт пива прозоро-золотистого кольору, помірної міцності, з неяскравою хмільною гіркотою, прекрасно поєднує в собі гіркоту хмелю і солодкість пивного сусла. Склад: світлий солод, хміль, мінеральна вода з артезіанських свердловин. Пастеризоване. Харчова цінність 4,6 г / 100 г пива. Енергетична цінність 45 ккал / 100 г пива. Зберігається при температурі від +5 до 20 °C.                                                                                                   |
| «Баварія „Світле“»             | Приклад  | М'яке світле пиво. Склад: світлий солод, хміль, мінеральна вода з артезіанських свердловин. Пастеризоване. Харчова цінність 4,6 г / 100 г пива. Енергетична цінність — 42 ккал / 100 г пива. Зберігається при температурі від +5 до +20 °C. |
| «Баварія „Гран-прі“»           | Приклад  | Склад: світлий солод, хміль, мінеральна вода з артезіанських свердловин. Пастеризоване. Харчова цінність 4,6 г / 100 г пива. Енергетична цінність — 42 ккал / 100 г пива. Зберігається при температурі від +5 до +20 °C. |
| «Баварія „Фірмове“»            | Приклад  | Цей сорт пива створений на основі фірмової рецептури сім'ї броварів Індріха Хейне. Це напівтемне пиво має особливий бурштиновий колір і смак з легким відтінком карамелі. Склад: світлий солод, з додаванням карамельного, хміль, мінеральна вода з артезіанських свердловин. Пастеризоване. Харчова цінність 5,5 г / 100 г пива. Енергетична цінність — 50 ккал / 100 г пива. Зберігається при температурі від +5 до +20 °C.                                                                   |
| «Баварія „Міцне“»              | Приклад  | Світле міцне пиво. У ньому поєднуються солодкуватий присмак і гіркуватий смак хмелю. Склад: світлий солод, хміль, мінеральна вода з артезіанських свердловин. Пастеризоване. Харчова цінність 6,8 г / 100 г пива. Енергетична цінність — 65 ккал / 100 г пива. Зберігається при температурі від +5 до +20 °C. |
| «Баварія „Темне“»              | Приклад  | Темне пиво з тонким винним відтінком. Склад: сорти світлого, темного і карамельного солоду, хміль, мінеральна вода з артезіанських свердловин. Пастеризоване. Харчова цінність 5,5 г / 100 г пива. Енергетична цінність — 54 ккал / 100 г пива. Зберігається при температурі від +5 д |

### Безалкогольні вироби
| Назва виробу                   | Етикетка | Опис виробу |
| ------------------------------ | -------- | --- |
| Мінеральна вода «Нова Баварія» | Приклад  | Належить до групи сульфатно-гідрокарбонатних вод складного катіонного складу. Загальна мінералізація води становить 0,7-1,0 г/дм³. Завдяки такій невисокій мінералізації вода «Нова Баварія» підходить для щоденного вживання, а її природна м'якість дозволяє використовувати цю воду для приготування їжі та різноманітних напоїв. \| Хімічний склад, мг/дм³ \| \| \| ---------------------- \| ------- \| \| Гідрокарбонати \| 350-550 \| \| Хлориди \| < 100 \| \| Сульфати \| 50-200 \| \| Кальцій \| 50-150 \| \| Магній \| 10-100 \| |
| Хімічний склад, мг/дм³         |          | |
| Гідрокарбонати                 | 350-550  | |
| Хлориди                        | < 100    | |
| Сульфати                       | 50-200   | |
| Кальцій                        | 50-150   | |
| Магній                         | 10-100   | |